# Seznam českých mistryň Evropy
Seznam českých mistryň Evropy – vítězek mistrovství Evropy, které reprezentovaly Česko od roku 1993.

## Jednotlivkyně
| Mistrovství | Místo              | Jméno                | Sport                  | Disciplína                 | Kategorie / Pozice        |
| ----------- | ------------------ | -------------------- | ---------------------- | -------------------------- | ------------------------- |
| 2014        | Curych             | Barbora Špotáková    | atletika               | hod oštěpem                |                           |
| 2012        | Helsinky           | Jiřina Svobodová     | atletika               | skok o tyči                |                           |
| 2011        | Paříž              | Denisa Rosolová      | atletika (hala)        | běh na 400 m               |                           |
| 1998        | Valencie           | Ludmila Formanová    | atletika (hala)        | běh na 800 m               |                           |
| 2000        | Gent               | Pavla Hamáčková      | atletika (hala)        | skok o tyči                |                           |
| 2009        |                    | Edita Prášková       | automobilový sport     | závody automobilů do vrchu |                           |
| 2016        | Plzeň              | Lucie Sedláčková     | box                    | profesionálové             | pérová váha               |
| 2016        | Plzeň              | Fabiana Bytyqi       | box                    | profesionálové             | minimuší váhové kategorie |
| 2017        | Praha              | Lucie Sedláčková     | box                    | profesionálové             | pérová váha               |
| 2014        | Ballyhoura         | Tereza Huříková      | cyklistika             | MTB                        | maraton                   |
| 2014        | Ballyhoura         | Tereza Huříková      | cyklistika             | MTB                        | XCM                       |
| 1996        | Augsburg           | Marcela Sadilová     | kanoistika             | vodní slalom               | K1                        |
| 2000        | Mezzana            | Štěpánka Hilgertová  | kanoistika             | vodní slalom               | K1                        |
| 2008        | Krakov             | Štěpánka Hilgertová  | kanoistika             | vodní slalom               | K1                        |
| 2019        | Pau                | Amálie Hilgertová    | kanoistika             | vodní slalom               | K1                        |
| 2007        | Bratislava         | Petra Peceková       | karate                 | kumite                     | do 60 kg                  |
| 2004        | Madrid             | Ilona Hlaváčková     | plavání                | 50 m znak                  |                           |
| 2012        | Debrecín           | Petra Chocová        | plavání                | 50 m prsa                  |                           |
| 1996        | Rostock            | Kristýna Kyněrová    | plavání (krátký bazén) | 400 m volný styl           |                           |
| 1996        | Rostock            | Kateřina Pivoňková   | plavání (krátký bazén) | 200 m znak                 |                           |
| 1998        | Sheffield          | Hana Černá-Netrefová | plavání (krátký bazén) | 400 m polohový závod       |                           |
| 2000        | Valencie           | Ilona Hlaváčková     | plavání (krátký bazén) | 50 m znak                  |                           |
| 2000        | Valencie           | Ilona Hlaváčková     | plavání (krátký bazén) | 100 m znak                 |                           |
| 2001        | Antverpy           | Ilona Hlaváčková     | plavání (krátký bazén) | 50 m znak                  |                           |
| 2001        | Antverpy           | Ilona Hlaváčková     | plavání (krátký bazén) | 100 m znak                 |                           |
| 2003        | Dublin             | Ilona Hlaváčková     | plavání (krátký bazén) | 50 m znak                  |                           |
| 2012        | Chartres           | Petra Chocová        | plavání (krátký bazén) | 50 m prsa                  |                           |
| 2013        | Herning            | Simona Baumrtová     | plavání (krátký bazén) | 50 m znak                  |                           |
| 1993        | Sheffield          | Olga Šplíchalová     | plavání (dálkové)      | 5000 m volný způsob        |                           |
| 2007        | Klobenstein        | Martina Sáblíková    | rychlobruslení         |                            | 2/0/0                     |
| 2010        | Vikingskipet       | Martina Sáblíková    | rychlobruslení         |                            | 2/0/1                     |
| 2011        | Klobenstein        | Martina Sáblíková    | rychlobruslení         |                            | 2/1/0                     |
| 2012        | Budapešť           | Martina Sáblíková    | rychlobruslení         |                            | 3/0/0                     |
| 2016        | Minsk              | Martina Sáblíková    | rychlobruslení         |                            | 3/0/0                     |
| 2017        | Heerenveen         | Karolína Erbanová    | rychlobruslení         | sprint                     | 0/4/0                     |
| 2016        | Lignano Sabbiadoro | Veronika Kadlecová   | taneční sport          | twirling                   |                           |
| 2008        | Athény             | Miroslava Knapková   | veslování              | skif                       |                           |
| 2011        | Plovdiv            | Miroslava Knapková   | veslování              | skif                       |                           |
| 2013        | Sevilla            | Miroslava Knapková   | veslování              | skif                       |                           |
| 2014        | Bělehrad           | Miroslava Knapková   | veslování              | skif                       |                           |
| 2015        | Poznaň             | Miroslava Knapková   | veslování              | skif                       |                           |
|             |                    |                      |                        |                            |                           |

## Družstva a štafety
| Mistrovství | Místo              | Jméno                                           | Sport             | Disciplína   | Kategorie / Pozice |
| ----------- | ------------------ | ----------------------------------------------- | ----------------- | ------------ | ------------------ |
| 1996        | Augsburg           | Marcela Sadilová, Š. Hilgertová, I. Pavelková   | kanoistika        | vodní slalom | K1 hlídky          |
| 1996        | Augsburg           | Štěpánka Hilgertová, M. Sadilová, I. Pavelková  | kanoistika        | vodní slalom | K1 hlídky          |
| 1996        | Augsburg           | Irena Pavelková, M. Sadilová, Š. Hilgertová     | kanoistika        | vodní slalom | K1 hlídky          |
| 1998        | Roudnice nad Labem | Štěpánka Hilgertová, I. Pavelková, M. Sadilová  | kanoistika        | vodní slalom | K1 hlídky          |
| 1998        | Roudnice nad Labem | Irena Pavelková, Š. Hilgertová, M. Sadilová     | kanoistika        | vodní slalom | K1 hlídky          |
| 1998        | Roudnice nad Labem | Marcela Sadilová, Š. Hilgertová, I. Pavelková   | kanoistika        | vodní slalom | K1 hlídky          |
| 2002        | Bratislava         | Marie Řihošková, I. Pavelková, Š. Hilgertová    | kanoistika        | vodní slalom | K1 hlídky          |
| 2002        | Bratislava         | Irena Pavelková, M. Řihošková, Š. Hilgertová    | kanoistika        | vodní slalom | K1 hlídky          |
| 2002        | Bratislava         | Štěpánka Hilgertová, M. Řihošková, I. Pavelková | kanoistika        | vodní slalom | K1 hlídky          |
| 2011        | La Seu d'Urgell    | Kateřina Kudějová, Š. Hilgertová, I. Pavelková  | kanoistika        | vodní slalom | K1 hlídky          |
| 2011        | La Seu d'Urgell    | Štěpánka Hilgertová, K. Kudějová, I. Pavelková  | kanoistika        | vodní slalom | K1 hlídky          |
| 2011        | La Seu d'Urgell    | Irena Pavelková, K. Kudějová, Š. Hilgertová     | kanoistika        | vodní slalom | K1 hlídky          |
| 2014        | Vídeň              | Štěpánka Hilgertová, K. Kudějová, V. Vojtová    | kanoistika        | vodní slalom | K1 hlídky          |
| 2014        | Vídeň              | Kateřina Kudějová, Š. Hilgertová, V. Vojtová    | kanoistika        | vodní slalom | K1 hlídky          |
| 2014        | Vídeň              | Veronika Vojtová, Š. Hilgertová, K. Kudějová    | kanoistika        | vodní slalom | K1 hlídky          |
| 2009        | Lipsko             | Lucie Grolichová,                               | moderní pětiboj   | štafeta      |                    |
| 2016        | Sofie              | Lenka Bílková, B. Kodedová                      | moderní pětiboj   | štafeta      |                    |
| 2016        | Sofie              | Barbora Kodedová, L. Bílková                    | moderní pětiboj   | štafeta      |                    |
| 1996        | Pescara            | Eva Celbová, S. Nováková                        | plážový volejbal  | ženy         |                    |
| 1996        | Rhodos             | Soňa Nováková, E. Celbová                       | plážový volejbal  | ženy         |                    |
| 1998        | Pescara            | Eva Celbová, S. Nováková                        | plážový volejbal  | ženy         |                    |
| 1998        | Rhodos             | Soňa Nováková, E. Celbová                       | plážový volejbal  | ženy         |                    |
| 2013        | Osijek             | Nikola Mazurová, A. Sýkorová, L. Švecová        | sportovní střelba | malorážka    | 3x20               |
| 2013        | Osijek             | Adéla Sýkorová, N. Mazurová,                    | sportovní střelba | malorážka    | 3x20               |
| 2013        | Osijek             | Lucie Švecová, N. Mazurová, A. Sýkorová         | sportovní střelba | malorážka    | 3x20               |
| 2007        | Poznaň             | Jitka Antošová, G. Vařeková                     | veslování         | dvojskif     |                    |
| 2007        | Poznaň             | Gabriela Vařeková, J. Antošová                  | veslování         | dvojskif     |                    |

## Smíšené dvojice a družstva
| Mistrovství | Místo | Jméno                   | Sport           | Disciplína      | Kategorie / Pozice |
| ----------- | ----- | ----------------------- | --------------- | --------------- | ------------------ |
| 2016        | Sofie | Natálie Dianová, J. Kuf | moderní pětiboj | smíšené štafety |                    |

## Kolektivy
| Mistrovství | Místo  | Jméno               | Sport     | Disciplína | Kategorie / Pozice |
| ----------- | ------ | ------------------- | --------- | ---------- | ------------------ |
| 2005        | Ankara | Hana Machová        | basketbal |            |                    |
| 2005        | Ankara | Eva Němcová         | basketbal |            |                    |
| 2005        | Ankara | Eva Vítečková       | basketbal |            |                    |
| 2005        | Ankara | Jana Veselá         | basketbal |            |                    |
| 2005        | Ankara | Ivana Večeřová      | basketbal |            |                    |
| 2005        | Ankara | Irena Borecká       | basketbal |            |                    |
| 2005        | Ankara | Michala Hartigová   | basketbal |            |                    |
| 2005        | Ankara | Zuzana Klimešová    | basketbal |            |                    |
| 2005        | Ankara | Petra Kulichová     | basketbal |            |                    |
| 2005        | Ankara | Markéta Mokrošová   | basketbal |            |                    |
| 2005        | Ankara | Michaela Pavlíčková | basketbal |            |                    |
| 2005        | Ankara | Michaela Uhrová     | basketbal |            |                    |

## Přehled vítězství podle sportů
| Sport              | Disciplíny | Ženy | Odkazy             | Kontrola |
| ------------------ | ---------- | ---- | ------------------ | -------- |
| Atletika           | 4          | 5    | přehled medailí    | k 2019   |
| Automobilový sport |            | +    |                    |          |
| Basketbal          |            | 1    | česká reprezentace | k 2017   |
| Box                |            | +    |                    |          |
| Curling            |            | 0    | přehled medailí    |          |
| Cyklistika         |            | +    |                    |          |
| Fotbal             |            | 0    |                    |          |
| Házená             |            | 0    |                    |          |
| Kanoistika         |            | +    | rychlost, slalom   |          |
| Karate             |            | 1+   |                    |          |
| Lední hokej        |            | 0    |                    |          |
| Moderní pětiboj    |            | +    |                    |          |
| Plavání            |            | +    |                    |          |
| Plážový volejbal   |            | 2    | přehled medailí    |          |
| Rychlobruslení     |            | +    |                    |          |
| Sportovní lezení   |            | 0    | přehled medailí    |          |
| Sportovní střelba  |            | +    |                    |          |
| Stolní tenis       |            | 0    | přehled medailí    | k 2018   |
| Taneční sport      |            | +    |                    |          |
| Veslování          |            | +    |                    |          |
| Volejbal           |            | 0    | přehled medailí    |          |
|                    |            |      |                    |          |